# وادي خاط
وادي خاط هو واد من أودية تهامة السعودية، شمال منطقة عسير جنوب المملكة العربية السعودية.يقع شمال بارق. بلتقي الوادي مع وادي أثال قبل أن يصبا في وادي يبة بقرابة كيلٍ واحد.

## نبذة عن وادي خاط
يخترق بارق، ويعد من أشهر أودية عسير ويمتاز بالعيون والأشجار الجميلة والنادرة والشلالات واشجار البن والكادى والرياحين والورود والحناء وكافة أنواع الفواكه ومن اشهرها الموز، يسكن الوادي حميضة من بارق، ويسكن أعلاه بني عمرو.